# Cacteae
Die Cacteae sind eine monophyletische Tribus in der Unterfamilie Cactoideae aus der Familie der Kakteengewächse. 

## Beschreibung
Die kugelförmigen bis kurzsäuligen Pflanzen wachsen einzeln oder in Polstern. Ihre Größe variiert von zwergig (Turbinicarpus) bis riesig (Ferocactus). Ihre nicht segmentierte Sprossachse ist gerippt (Echinocactus), warzentragend (Coryphantha) oder gerippt-warzentragend. Die Größe und Form der Warzen reicht von lang und blattartig (Leuchtenbergia principis) bis zu breit mit flachen Axillen versehen (Turbinicarpus). Die Areolen sind gewöhnlich oval, bandartig, gerillt oder dimorph. Die kleinen bis mittelgroßen, regelmäßigen bis selten zweiseitig symmetrischen Blüten erscheinen unterhalb des Scheitels und öffnen sich tagsüber. Die Früchte sind fleischig bis saftig beerenartig, mit einem schuppigen bis kahlen Perikarp. Sie sind aufplatzend bis nicht aufplatzend oder einfach zerfallend. Die kleinen bis großen Samen sind sowohl in der Form und als auch der Oberflächenstruktur der Samenschale variabel.

## Systematik und Verbreitung
Die Tribus Cacteae ist in den Vereinigten Staaten, Mexiko, Kanada (Escobaria vivipara), Karibik (Mammillaria colombiana), Venezuela und Kolumbien verbreitet. Das Hauptverbreitungsgebiet ist Mexiko.
Nach Urs Eggli (2005) gehören folgende Gattungen zur Tribus:
- Acharagma (N.P.Taylor) Glass
- Ariocarpus Scheidw.
- Astrophytum Lem.
- Aztekium Boed.
- Coryphantha (Engelm.) Lem.
- Echinocactus Link & Otto
- Echinomastus Britt. & Rose
- Epithelantha F.A.C.Weber ex Britton & Rose
- Escobaria Britton & Rose
- Ferocactus Britton & Rose
- Geohintonia Glass & W.A. Fitz Maur.
  - Geohintonia mexicana Glass & W.A.Fitz Maur.
- Leuchtenbergia Hooker
  - Leuchtenbergia principis Fisch. ex Hook.
- Lophophora J.M.Coulter
- Mammillaria Haw.
- Mammilloydia Buxb.
  - Mammilloydia candida (Scheidw.) Buxb.
- Neolloydia Britton & Rose
- Obregonia Frič
  - Obregonia denegrii Frič
- Ortegocactus Alexander
  - Ortegocactus macdougallii Alexander
- Pediocactus Britton & Rose
- Pelecyphora C.Ehrenb
- Sclerocactus Britton & Rose
- Stenocactus (K.Schum.) A.Berger
- Strombocactus Britton & Rose
  - Strombocactus disciformis (DC.) Britton & Rose
- Thelocactus (K.Schum.) Britton & Rose
- Turbinicarpus (Backeb.) Buxb. & Backeb.

## Botanische Geschichte
Der Begriff wurde zuerst von Augustin-Pyrame de Candolle im Jahr 1828 verwendet und sieben Jahre später auch von John Lindley benutzt. Joseph zu Salm-Reifferscheidt-Dyck verwendete die Bezeichnung in seinem Werk Cacteae in Horto Dyckensi Cultae als Oberbegriff für die darin beschriebenen zwanzig Kakteengattungen, die er in die drei Hauptgruppen Cacteae Rotatae, Rhipsalideae und Cacteae Tubulosae einordnete. Franz Buxbaum erkannte in der Tribus, die er als Echinocacteae bezeichnete, erstmals eine phylogenetische Einheit.

## Nachweise

## Weiterführende Literatur
- Monserrat Vázquez-Sánchez, Teresa Terrazas, Salvador Arias, Helga Ochoterena: Molecular phylogeny, origin and taxonomic implications of the tribe Cacteae (Cactaceae). In: Systematics and Biodiversity. Band 11, Nr. 1, 2013, S. 103–116 (doi:10.1080/14772000.2013.775191).